# Mickhausen
Mickhausen es un municipio alemán, ubicado en el distrito de Augsburgo en la región administrativa de Suabia, en el Estado federado de Baviera. Forma parte de la Verwaltungsgemeinschaft de Stauden, con sede en Langenneufnach.